# Шепетівська операція УПА
Шепетівська операція — військова операція «диверсійно-демонстративного характеру» Української Повстанської Армії («Поліської Січі») на залізничій станції Шепетівка. Проводилася в межах так званої другої фази боротьби УПА проти гітлерівців, що спрямовувалася проти військових транспортів, що рухалися на фронт і відбиття поїздів з пограбованим українським майном і людьми.
«Шепетівська операція» була проведена в ніч на 19 серпня 1942 року з'єднаною групою бригад УПА на вузловому залізничному пункті Шепетівка. Як наслідок, повстанці заволоділи чотирма ешелонами різного майна. Крім того, звільнено два ешелони людей, яких везли на примусові роботи до Німеччини. Того ж дня підрозділи УПА залишили місто. Детальніша інформація про перебіг акції відсутня. Відомості про неї походять передусім з книги головного командира УПА Тараса Бульби-Боровця, в якій він дещо пафосно, оповідає про «Шепетівську операцію», на підставі розповідей двох командирів, які безпосередньо командували операцією.